# Meurtrière ambition
Pour les articles homonymes, voir Crime of Passion.
Pour plus de détails, voir Fiche technique et Distribution.
Meurtrière ambition (titre original : Crime of Passion) est un film américain réalisé par Gerd Oswald, sorti en 1957, avec Barbara Stanwyck, Sterling Hayden et Raymond Burr dans les rôles principaux.

## Synopsis
Par amour, la jeune journaliste de San Francisco Kathy Ferguson (Barbara Stanwyck) refuse une promotion à New York et abandonne son métier pour épouser le lieutenant de police de Los Angeles Bill Doyle (Sterling Hayden) et s'installer avec lui. Mais le bonheur des premiers jours laisse rapidement place à l'ennui et Kathy s'aperçoit que la vie de femme au foyer n'est pas faite pour elle. Déçu par le manque d'ambition de son mari, elle va œuvrer dans l'ombre pour faire avancer sa carrière en s'assurant qu'aucun des collègues de Bill n'obtiendra de promotion avant lui ...

## Fiche technique
- Titre : Meurtrière ambition
- Titre original : Crime of Passion
- Réalisation : Gerd Oswald
- Assistant-réalisateur : Jack R. Berne
- Scénario : Jo Eisinger (en)
- Photographie : Joseph LaShelle
- Musique : Paul Dunlap
- Direction artistique : A. Leslie Thomas
- Costumes : Jack Masters et Grace Houston pour Barbara Stanwyck
- Producteur : Herman Cohen
- Producteur excécutif : Robert Goldstein
- Société de production : Robert Goldstein Productions
- Société de distribution : United Artists
- Pays de production : États-Unis
- Langue : anglais américain
- Format : Noir et blanc — 35 mm — 1,66:1 — Son : Mono (RCA Sound Recording)
- Genre : Film dramatique,  Film policier, Thriller, Film noir
- Durée : 84 minutes (1 h 24)
- Dates de sortie : 
  - États-Unis : 9 janvier 1957

## Distribution
- Barbara Stanwyck : Kathy Ferguson Doyle
- Sterling Hayden : Lieutenant de police Bill Doyle
- Raymond Burr : Inspecteur de police Anthony Pope
- Fay Wray : Alice Pope
- Virginia Grey : Sara Alidos
- Royal Dano : Capitaine de police Charlie Alidos
- Robert Griffin : Sergent James
- Dennis Cross (en) : Sergent Jules
- Jay Adler : M. Nalence
- Stuart Whitman : Technicien de laboratoire
- Malcolm Atterbury : Officier de police Spitz
- Robert Quarry (en) : Sam, Reporter
- Gail Bonney : Mme London
- Joe Conley : Garçon livreur